# Cuautitlán de García Barragán
Cuautitlán de García Barragán è un comune del Messico, situato nello stato di Jalisco.